# Cannibal Club
The Cannibal Club war ein Londoner Herrenclub der viktorianischen Ära, 1863 gegründet von dem Abenteurer und Übersetzer Richard Francis Burton und dem Anthropologen James Hunt. Die Mitglieder gehörten in der Regel auch der Anthropological Society of London (ASL) an, einer Abspaltung von der Ethnological Society of London (ESL), zu der es gekommen war, weil Hunt und andere Vertreter des Polygenismus die sich in der ESL durchsetzende Tendenz zum Monogenismus ablehnten. Der Polygenismus war eine Theorie, nach welcher die Menschheit und die menschlichen Rassen nicht auf eine gemeinsame Wurzel, sondern auf verschiedene Ursprünge zurückgehen. Man betrachtet den Polygenismus daher auch als wissenschaftlichen Rassismus. Nach den Sitzungen der ASL traf man sich in einem Restaurant um zu essen, zu trinken und sich jenseits der Beschränkungen der damaligen gesellschaftlichen Konventionen frei auszutauschen über alle möglichen Themen, mit besonderer Berücksichtigung von Fragen der Sexualität.
Der Treffpunkt des Cannibal Club war jeden Dienstag im Bertolini’s, einem Restaurant mit sowohl italienischer als auch französischer Küche in einem Stockwerk des Newton Hotels in der St. Martin’s Lane in der Nähe des Leicester Square, einer damals schon etwas verrufenen Gegend.
Die Mitglieder waren teils Wissenschaftler, teils Beamte und Offiziere, sowie einige Künstler. Zu ihnen zählen neben den Gründern Burton und Hunt unter anderen:
- Henry Spencer Ashbee, Sammler und Bibliograf erotischer Literatur[1]
- Thomas Bendyshe, Atheist und Herausgeber des Reader
- Charles Carter Blake, Anthropologe und Paläontologe[2]
- Edward William Brabrook, Anthropologe und Volkskundler
- Charles Bradlaugh, Politiker und Atheist
- Charles Duncan Cameron, Offizier, Diplomat und Sammler von Pornografie[3]
- Richard Stephen Charnock, Anwalt[2]
- Frederick Hankey, Sammler von Pornografie
- Dunbar Isidore Heath, Geistlicher und Ägyptologe[2]
- Studholme John Hodgson, Offizier und Sammler von Pornografie[3]
- Richard Monckton Milnes, 1. Baron Houghton, Dichter und politischer Aktivist
- Henry Anthony Murray, Seeoffizier
- James Campbell Reddie, Sammler und Autor von Pornografie
- George Augustus Sala, Journalist und Verfasser eines flagellantischen Romans
- Edward Sellon, Verfasser und Übersetzer erotischer Romane
- Simeon Solomon, Maler
- Algernon Charles Swinburne, Dichter und Verfasser flagellantischer Schriften
- John Addington Symonds, homoerotischer Dichter
- James Plaisted Wilde, 1. Baron Penzance, Richter, Rosenzüchter und Sammler von Pornografie[3]

Das Wappenschild des Clubs stellt ein Wortspiel dar, indem es einen (schwarzen) Kannibalen zeigt, der in einen menschlichen Schenkelknochen in Form einer Keule (englisch club) beißt. Das „kannibalische Katechismus“, das Mottogedicht des Clubs, lehnt sich an das Vaterunser an und stammt von Swinburne:
Preserve us from our enemies

Thou who art Lord of suns & skies,

Whose meat & drink is flesh in pies

And blood in bowls!

Of thy sweet mercy, damn their eyes,

And damn their souls!

[…]

Glad tidings of great exultation

Proclaim we to the chosen nation; […]

They are going to damnation

And we to glory. …

Roast all brown faces that were pretty,

All black even blacker,

Strip off the trappings of their city …

Give thou their carcases to fill

Thy servant’s bellies!
Der Club war relativ kurzlebig. Gegen Ende der 1860er Jahre ist er eingeschlafen bzw. hat sich aufgelöst. John Wallen zufolge vor allem dadurch, dass die wissenschaftliche Diskussion von Polygenismus vs. Monogenismus nach der Publikation von Darwins grundlegenden Arbeiten zur Evolutionstheorie und hier vor allem durch das Erscheinen von The Descent of Man 1871 zugunsten des Monogenismus entschieden wurde, weshalb ein Versuch Burtons zur Wiederbelebung des Cannibal Clubs Anfang der 1870er scheiterte.
James Hunt, der vor allem die Abspaltung der Anthropological Society von der Ethnological Society betrieben hatte, war 1869 gestorben. 1871 wurden die beiden Gesellschaften zum Royal Anthopological Institute vereinigt, dessen Dining Club bis 1965 bestand, ab 1952 als Long Pig Club (englisch long pig oder „Langschwein“ verweist auf Kannibalismus), der sich im Nag’s Head Pub in der Floral Street in Covent Garden traf. Als Fortbestand des Cannibal Clubs mir dessen rassistisch-pornografischen Agenda kann diese Vereinigung jedoch nicht betrachtet werden.
John Wallen und andere stellen fest, dass im Cannibal Club rassistische, kolonialistische und imperialistische Standpunkte vertreten wurden. Das war zu jener Zeit allerdings nicht ungewöhnlich, zudem war der Club ideologisch keineswegs homogen. Deborah Lutz sieht im Gegensatz dazu den Club als einen Ort, an dem radikale Individualisten einander begegneten und eine viktorianische Gegen- bzw. Subkultur sich äußerte. Offensichtlich ist die zentrale Rolle, die Pornografie bei den Aktivitäten des Clubs und seiner Mitglieder spielte, und zwar das Sammeln, Erwerben und (teils gemeinschaftliche) Verfassen von Pornografie. Dieser Aspekt wird von Brian M. Watson in seinem Aufsatz von 2020 betont, wobei Watson dem Club Produkte zuschreibt, zu denen allenfalls eine indirekte Verbindung belegbar ist, so zum Beispiel Burtons Kamasutra-Übersetzung von 1883, The Mysteries of Verbena House von George Augustus Sala (1882) oder die unter dem Pseudonym Walter erschienene umfangreiche erotische Autobiografie My Secret Life (1888–1894).